# Raimond V av Toulouse
Raymond V av Toulouse, född 1134, död 1194, var en regerande greve av Toulouse från 1148 till 1194. 